# Лінія Другої авеню, Ай-ен-ді

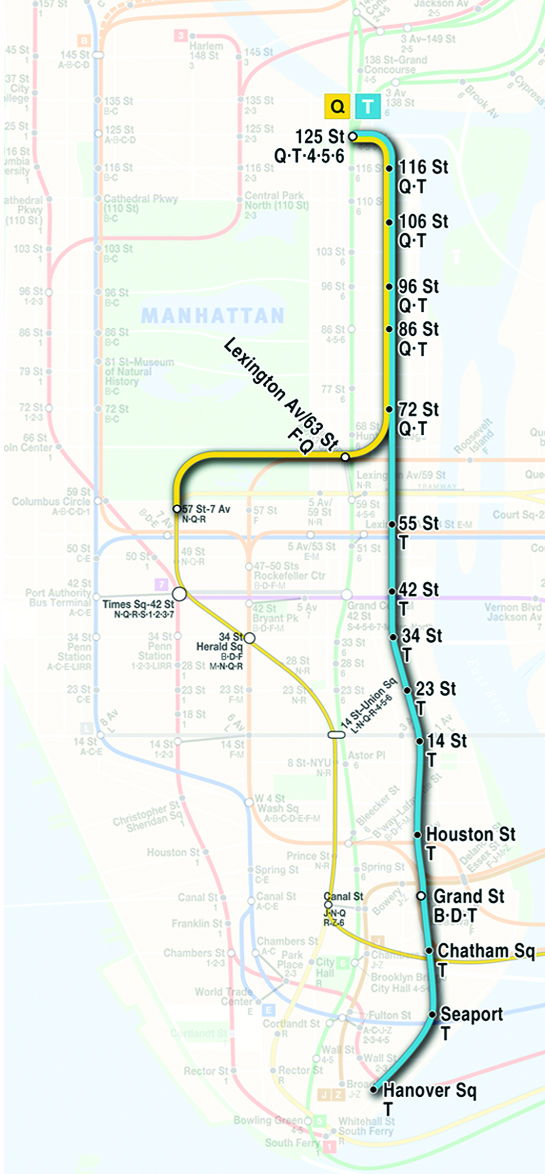
Загальна схема лінії (блакитним кольором позначена вся проєктна довжина лінії і маршрут T, який почне її обслуговувати після пуску третьої черги, жовтим — частина маршруту Q, який обслуговує тільки північну частину, в яку входить перша пускова ділянка)

Лінія Другої авеню (формальна назва Лінія Другої авеню Ай-ен-ді (англ. IND Second Avenue Line); також поширене найменування Метро Другої авеню) — одна з численних ліній у Нью-Йоркському метро, що пролягає вздовж Другої авеню в Іст-Сайді, Мангеттен. Перша черга цієї лінії була відкрита 1 січня 2017 року. Будівництво було розпочато у 2007 році. Тунелі першої черги пролягають від 96-ї вулиці під Другою авеню і приєднуються до лінії 63-ї вулиці, згодом стикуючись із лінією Бродвею. Перша пускова дистанція на всьому його протязі обслуговує маршрут Q, а також кілька годино-пікових рейсів маршруту N, які перенаправляються до 96-ї вулиці замість Асторії. Планується, що ця дистанція буде обслуговувати близько 200 000 пасажирів щодня.
Лінія цілком, в разі наявності фінансування, буде побудована ще в три етапи. На далекі перспективи, в разі розширення лінії від 72-ї вулиці на південь вздовж Другої авеню, по лінії буде організовано новий маршрут метрополітену T, при цьому прогнозується, що ним буде користуватися понад півмільйона пасажирів щодня. Згідно з проєктом, лінія Другої авеню буде складатися з 16 станцій, а експлуатаційна довжина тунелів складе в сукупності 14 кілометрів в кожному напрямку. Вартість проєкту в цінах 2016 року перевищує 17 мільярдів доларів.

## Історія
Історія лінії триває близько 100 років. Вперше її проєкт було запропоновано в 1919 році в рамках масштабного розширення залізничної мережі компанією Ай-ен-ді. Проте втілення задуманих планів завадила Велика депресія: зважаючи на економічну кризу всі проєкти були згорнуті. З того часу було запропоновано безліч проєктів з будівництва підземної лінії під Другою авеню на Мангеттені, і всі вони відкладалися через відсутність необхідного фінансування. Але попри те, що плани з будівництва підземної лінії так і не увінчалися дійсним результатом, Естакадні лінії Другої і Третьої авеню були виведені з експлуатації та розібрані в 1942 і 1955 роках відповідно. Тим самим у всьому східному Мангеттені єдиною лінією швидкісного залізничного транспорту залишилася лінія Лексінгтон-авеню. На 2016 рік вона є найзавантаженішою лінією метрополітену в Сполучених Штатах Америки, обслуговуючи 1,3 мільйона пасажирів, згідно з даними перевізника.

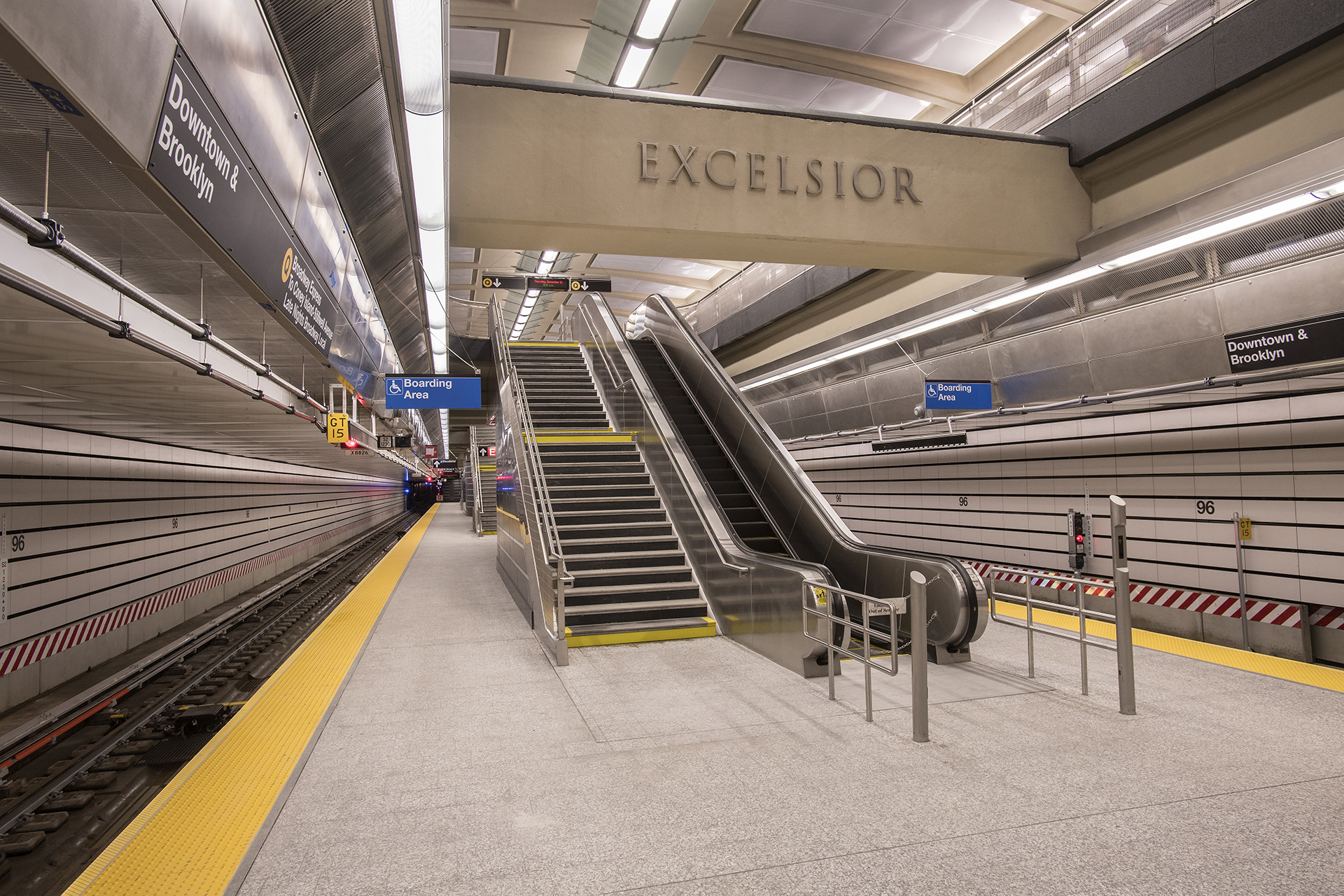
Одна зі станцій першої черги

Безпосереднє будівництво лінії Другої авеню розпочалося в 1972 році, але було зупинено в 1975 році через великий фінансовий дефіцит в бюджеті міста; за цей час було побудовано тільки декілька коротких відтінків тунелю. Приблизно в ті ж роки, починаючи з 1969 року, велися будівельні роботи на лінії 63-ї вулиці, яка сьогодні поєднує лінії Другої авеню і Квінз-бульвару з лінією Бродвею і лінією Шостої авеню. Але на 63-й вулиці будівельні роботи заморожені були, навіть коли подібна міра була прийнята для лінії Другої авеню. Перша дистанція лінії 63-ї вулиці — яка відкрилася в жовтні 1989 року і згодом була продовжена до 21-ї вулиці — Квінзбридж у Лонг-Айленд-Сіті — містив у собі заділ і невикористовувані колії, які й були використані при підключенні першої дистанції лінії Другої авеню у 2016 році.
Повноцінна робота з будівництва лінії була знову розгорнута лише у 2007 році, коли проєкт офіційно включили в план із розвитку мережі метрополітену, і коли 20 березня керуюча транспортна компанія МТА підписала контракт на тунельне будівництво з консорціумом Schiavone/Shea/Skanska (S3). Цьому передувало попереднє проєктування тунелю, остаточний проєкт якого розроблений спільно компаніями AECOM і Arup. Фінансування на себе взяло Федеральне агентство з пасажирських перевезень. Урочисте закладення лінії Другої авеню відбулося 12 квітня 2007 року. Перша ділянка, яка має довжину 3,2 км і складається з трьох нових станцій, обійшлася в 4,45 млрд доларів. Будівництво тунелів здійснювалося за допомогою тунелепрохідного комплексу. Розпочавшись у травні 2010 року, проходка західного тунелю була завершена 28 березня 2011 року, після чого здійснювалася проходка східного тунелю, завершена 22 вересня 2011 року. Далі п'ять років велося будівництво самих станцій та їхнє оздоблення.

## Станції на лінії
Нижче наводиться список станцій на лінії з півночі на південь.
| Станція | Маршрути                                | Черга                                   | Примітки |                                         |
| Можливе продовження вздовж 125-ї вулиці                                                                                                | Можливе продовження вздовж 125-ї вулиці | Можливе продовження вздовж 125-ї вулиці | Можливе продовження вздовж 125-ї вулиці | Можливе продовження вздовж 125-ї вулиці |
| --- | --------------------------------------- | --------------------------------------- | --- | --------------------------------------- |
| 125-та вулиця | Q, T                                    | 2                                       | - Пересадка на станцію 125-та вулиця лінії Лексингтон-авеню, маршрути 4, 5, 6, 6d метрополітену. - Пересадка на автобус М60 до аеропорту Ла-Гуардія. - Пересадка на станцію Гарлем — 125-та вулиця приміської залізниці MNR (англ. Metro-North Railroad). - Буде північною кінцевою станцією для маршрутів метрополітену Q з моменту відкриття другої черги лінії, а також маршруту T при відкритті третьої черги. |                                         |
| Можливе продовження до Бронксу |                                         |                                         | |                                         |
| 116-та вулиця | Q, T                                    | 2                                       | |                                         |
| 106-та вулиця | Q, T                                    | 2                                       | |                                         |
| 96-та вулиця | Q, T, N                                 | 1                                       | Північна кінцева станція для маршруту Q і декількох годино-пікових рейсів маршруту N з моменту відкриття першої черги лінії. |                                         |
| 86-та вулиця | Q, T, N                                 | 1                                       | Станція введена в експлуатацію |                                         |
| 72-га вулиця | Q, T, N                                 | 1                                       | Станція введена в експлуатацію |                                         |
| Відгалуження до лінії Бродвею через тунель 63-ї вулиці (перша черга). Маршрути Q та N заїжджають з лінії і прямують через це з'єднання |                                         |                                         | |                                         |
| Маршрут T прямує по лінії далі (третя черга)                                                                                           |                                         |                                         | |                                         |
| 55-та вулиця | T                                       | 3                                       | Планується включення станції до складу пересадного вузла Лексингтон-авеню — 53-тя вулиця/51-ша вулиця, пересадка на лінії Лексингтон-авеню та Квінз-бульвару на маршрути 4, 5, 6, 6d (тільки локальні); E, M відповідно. |                                         |
| 42-га вулиця | T                                       | 3                                       | - Планується включення станції до складу пересадного вузла Центральний вокзал — 42-га вулиця, пересадка на лінію Лексингтон-авеню, лінію Флашинг — маршрути 4, 5, 6, 6d, 7, 7d — та на човник 42-ї вулиці S. - Вихід до Центрального вокзалу Нью-Йорка, пересадка на приміські потяги MNR та LIRR (останні — при завершенні будівництва тунелю нової гілки).                                                       |                                         |
| 34-та вулиця | T                                       | 3                                       | Пересадка на автобуси M34/M34A у напрямках Іст-Рівер Феррі та Пенсильванського вокзалу (приміські потяги LIRR та Нью-Джерсі). |                                         |
| 23-тя вулиця | T                                       | 3                                       | |                                         |
| 14-та вулиця | T                                       | 3                                       | Пересадка на станцію Третя авеню лінії Канарсі, потяги маршруту L |                                         |
| Хаустон-стріт | T                                       | 3                                       | - Пересадка на станцію Друга авеню лінії Шостої авеню, маршрут F. - Південна кінцева станція для маршруту T при відкритті третьої черги лінії. |                                         |
| Гранд-стріт | T                                       | 4                                       | Пересадка на станцію Гранд-стріт лінії Шостої авеню, Ай-ен-ді, маршрути B, D |                                         |
| Чатем-сквер | T                                       | 4                                       | Вихід на Уерт-стріт. |                                         |
| Сіпорт | T                                       | 4                                       | Вихід на Фултон-стріт. |                                         |
| Гановер-сквер | T                                       | 4                                       | - Вихід на Олд-Сліп. - Південна кінцева маршруту T після відкриття четвертої черги лінії. |                                         |
| Можливе продовження до Брукліну |                                         |                                         | |                                         |